# Encina de San Silvestre
Encina de San Silvestre ist eine kleine westspanische Gemeinde (municipio) in der Provinz Salamanca in der Autonomen Gemeinschaft Kastilien-León. 2024 hatte die Gemeinde 108 Einwohner. 

## Geographie
Encina de San Silvestre befindet sich etwa 42 Kilometer westnordwestlich vom Stadtzentrum der Provinzhauptstadt Salamanca in einer Höhe von 800 m. 

## Etymologie
Encina ist die spanische Bezeichnung für die Steineiche.

## Bevölkerungsentwicklung
| Jahr      | 1900 | 1920 | 1950 | 1970 | 1981 | 1991 | 2001 | 2011 | 2021 |
| Einwohner | 472  | 512  | 423  | 313  | 203  | 124  | 125  | 119  | 114  |

## Sehenswürdigkeiten
- Michaeliskirche (Iglesia de San Miguel)

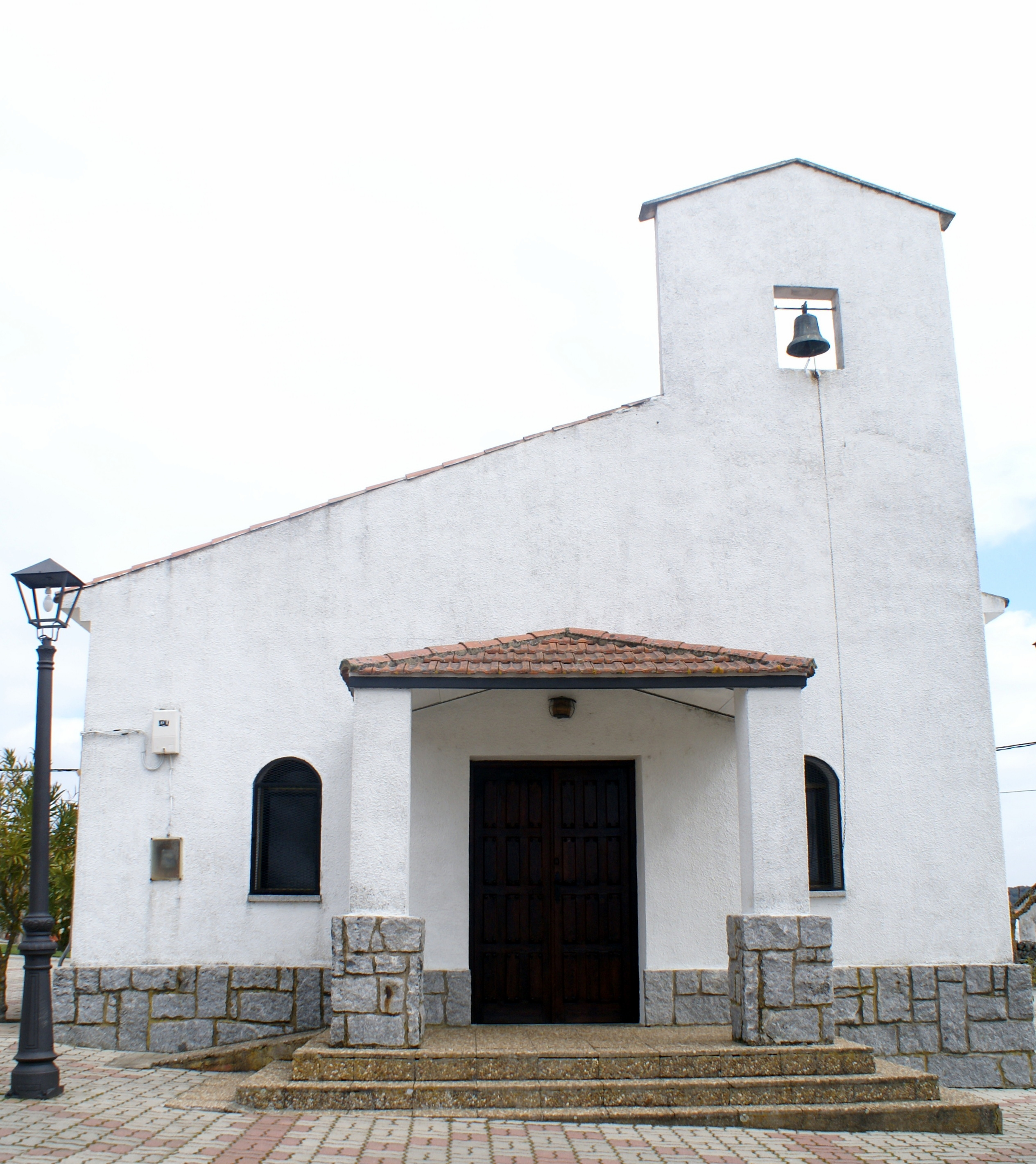
Michaeliskirche
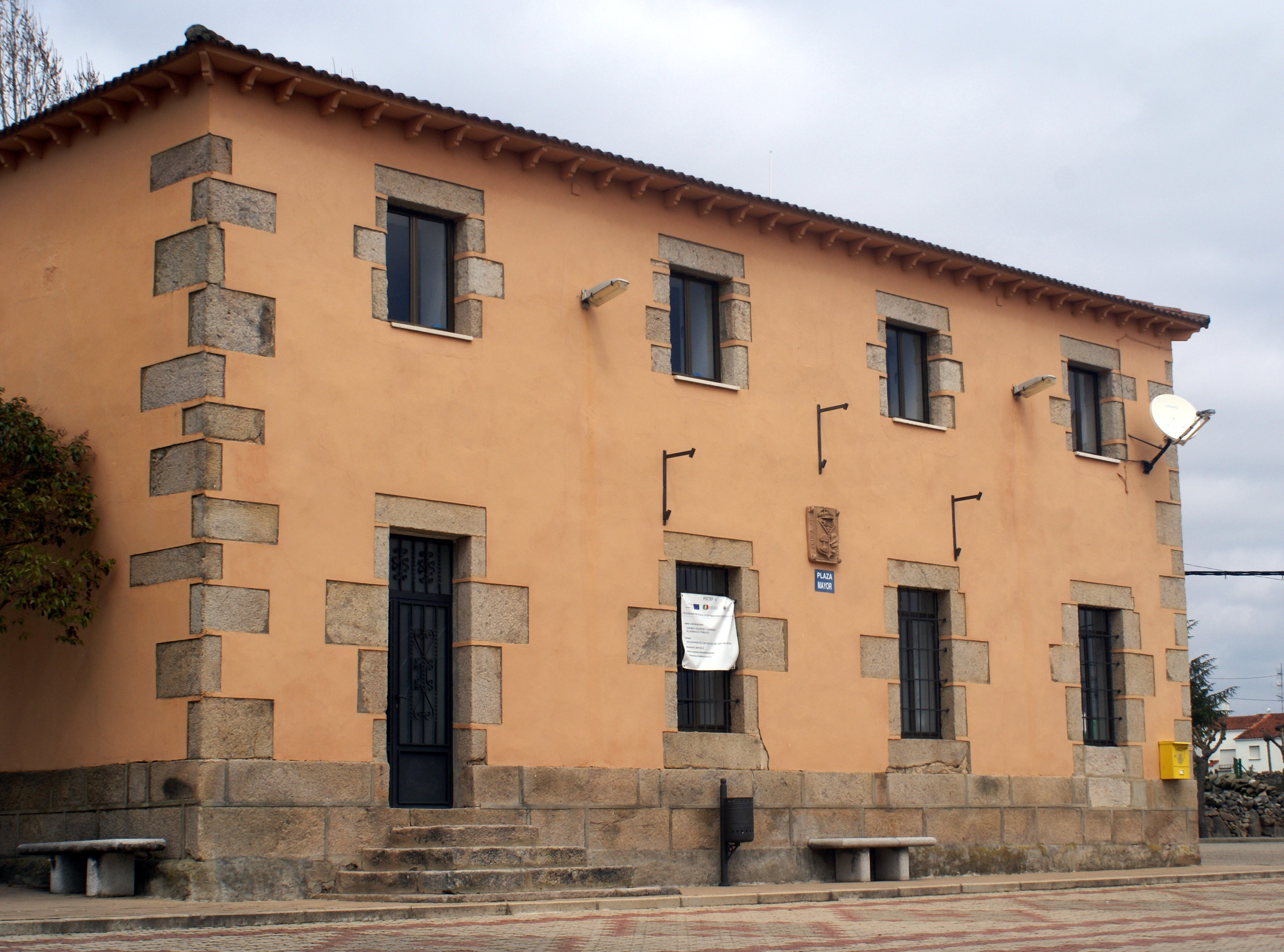
Rathaus

## Persönlichkeiten
- Juan del Encina (1468–1529), Komponist und Dramatiker, möglicherweise hier geboren